# Levern Spencerová
Levern Donaline Spencerová (* 23. června 1984 Castries) je reprezentantka Svaté Lucie ve skoku do výšky.
Studovala na University of Georgia, od roku 2009 je členkou profesionálního týmu Stellar Group. V roce 2001 získala bronzovou medaili na Mistrovství světa v atletice do 17 let. Je šestinásobnou mistryní Střední Ameriky a Karibiku (2001, 2005, 2008, 2009, 2011, 2013) a dvojnásobnou vítězkou Středoamerických a karibských her (2010, 2014) ve výšce. V roce 2015 získala pro Svatou Lucii historicky první zlatou medaili na Panamerických hrách. Její osobní rekord činí 198 cm, což je také národní rekord Svaté Lucie; dosáhla také výkonu 608 cm v dálce a 12,3 s v běhu na 100 m. V roce 2016 vyhrála mítink Hustopečské skákání, kde vytvořila svůj halový rekord 195 cm.

## Výsledky

### Olympijské hry
- 2008: 27. místo
- 2012: 19. místo
- 2016: 6. místo[2]

### Mistrovství světa v atletice
- 2005: 22. místo
- 2007: 15. místo
- 2009: 24. místo
- 2011: 13. místo
- 2013: 11. místo
- 2015: 12. místo

### Halové mistrovství světa v atletice
- 2014: 7. místo